# Instituto Navarro de Deporte y Juventud
El Instituto Navarro de Deporte y Juventud, de forma acrónima INDJ, es un organismo autónomo de naturaleza administrativa, con personalidad jurídica propia y plena capacidad de obrar para el cumplimiento de sus fines, encargado de las prestaciones públicas sobre deporte y juventud en la Comunidad Foral de Navarra.
El INDJ está vinculado al Departamento de Cultura, Deporte y Juventud del Gobierno de Navarra.

## Sede
Su sede se encuentra en la calle Emilio Arrieta 25 de Pamplona.

## Dirección
Actualmente el INDJ está dirigido por Jorge Aguirre Oviedo, tras el mandato de Rubén Goñi Urroz, que sustituyó anteriormente a Prudencio Induráin.

## Funciones
Según está establecido en los estatutos:

El Instituto Navarro de Deporte y Juventud ejercerá las siguientes funciones: 

a) Promoción, gestión y seguimiento de los servicios y programas específicos en materia de deporte y juventud.

b) Gestión de los centros e instalaciones que tenga adscritos, así como el mantenimiento, las reformas, las inversiones y los equipamientos que en ellos se realicen.

c) Dirección y gestión de los programas de ayudas y subvenciones.

d) Asesoramiento e información, de acuerdo con lo establecido en los presentes Estatutos, en las materias que sean de su competencia.

e) La realización de informes sobre la materia de juventud, que le sean solicitados por los distintos Departamentos del Gobierno de Navarra o por otras Administraciones Públicas y de cuantas actividades contribuyan al cumplimiento de los fines del Instituto Navarro de Deporte y Juventud.

f) La realización de cuantas actividades contribuyan al cumplimiento de los fines del Instituto Navarro de Deporte y Juventud.

g) Cualesquiera otras funciones.

## Instalaciones
El Instituto Navarro de Deporte y Juventud tiene a su disposición varias instalaciones deportivas:

### Instalaciones propias
- Centro Recreativo Guelbenzu.
- Centro de Tecnificación Deportiva Estadio Larrabide.
- Centro Acuático Larrabide.
- Instalaciones de Tajonar (Ciudad deportiva de Osasuna).

### Instalaciones convenidas
- Pabellón Universitario de Navarra.

### Instalaciones en construcción
- Navarra Arena.